# أوسكار فيلبس أوستين
أوسكار فيلبس أوستين (بالإنجليزية: Oscar Phelps Austin)‏ هو اقتصادي أمريكي، ولد في 1848، وتوفي في 1933.